# Timonius subavenis
Timonius subavenis är en måreväxtart som först beskrevs av Theodoric Valeton, och fick sitt nu gällande namn av Steven P. Darwin. Timonius subavenis ingår i släktet Timonius och familjen måreväxter. Inga underarter finns listade i Catalogue of Life.